# Kruta Hora, Sloveanoserbsk
Kruta Hora (în ucraineană Крута Гора) este un sat în comuna Jovte din raionul Sloveanoserbsk, regiunea Luhansk, Ucraina.

## Demografie
Componența lingvistică a localității Kruta Hora
     Rusă (60,71%)
     Ucraineană (39,29%)
Conform recensământului din 2001, majoritatea populației localității Kruta Hora era vorbitoare de rusă (60,71%), existând în minoritate și vorbitori de ucraineană (39,29%).